# Georg Lotter
Georg Lotter (* 8. September 1878 in Deggendorf; † 5. November 1949 in München) war ein deutscher Ingenieur.

## Leben
Nach seinem Abitur am humanistischen Gymnasium Aschaffenburg studierte Georg Lotter Maschinenbau in München und Berlin. 1899 wurde er Mitglied des Corps Vitruvia München. Ab 1902 arbeitete er als Konstruktionsingenieur in der Lokomotivfabrik Krauss in München. 1907 übernahm er als Oberingenieur die Leitung der Abteilung Elektrolokomotivbau. Nach dem Ersten Weltkrieg wirkte er als Oberingenieur in der Münchener Lokomotivfabrik Maffei und als Lehrbeauftragter für Eisenbahnmaschinenwesen an der TH München. 1929 wurde er zum a. o. Professor für Maschinenbau, Straßen- und Schienenfahrzeuge an die TH Breslau berufen. 1946 bis 1949 setzte er seine Lehrtätigkeit an der TH München fort. Seine wichtigsten technischen Neuentwicklungen waren das dreiachsige Krauss-Lotter-Gestell für Elektrolokomotiven, die „spiegelnde Spurkranzflankenglättung“ und der gemeinsam mit Hermann Heumann entwickelte „Radreifenumriss Heumann-Lotter“, wodurch die Spurführung und die Entgleisungssicherheit verbessert werden konnten.